# Troféu HQ Mix de editora do ano
Editora do ano é uma das categorias do Troféu HQ Mix, premiação brasileira dedicada aos quadrinhos que é realizada pela Associação dos Cartunistas do Brasil (ACB) e pelo Instituto do Memorial das Artes Gráficas do Brasil (IMAG) desde 1989.

## História
A categoria "Editora do ano" faz parte do Troféu HQ Mix desde sua primeira edição, em 1989. É destinada a premiar a editora de quadrinhos que mais se destacou no ano anterior ao da realização da cerimônia. Os vencedores são escolhidos por votação entre profissionais da área (roteiristas, desenhistas, jornalistas, editores, pesquisadores etc.) a partir de uma lista de sete indicados elaborada pela comissão organizadora do evento.
Em 1994, as editoras Globo e Devir dividiram o prêmio por conta do acordo de distribuição da revista Sandman, que permitiu que ela voltasse a ser publicada após cerca de um ano de seu cancelamento (a Globo passou a distribuir a revista exclusivamente para lojas especializadas através da Devir).
Em 2003 e 2015 também houve empates, respectivamente entre as editoras Nona Arte e Panini e entre as editoras JBC e Veneta. Diferente do empate anterior, não havia nenhuma relação entre as duas editoras.

## Vencedores e indicados
| Ano  | Editora(s)        | Outros indicados | Notas         |
| ---- | ----------------- | --- | ------------- |
| 1989 | Abril Jovem       | | [ 4 ]         |
| 1990 | Abril Jovem       | | [ 4 ]         |
| 1991 | Globo             | | [ 4 ]         |
| 1992 | Record            | | [ 4 ]         |
| 1994 | Globo             | | [ 4 ]         |
| 1994 | Devir             | | [ 4 ]         |
| 1995 | Abril Jovem       | | [ 4 ]         |
| 1996 | Abril Jovem       | | [ 4 ]         |
| 1997 | Abril Jovem       | | [ 4 ]         |
| 1998 | Metal Pesado      | | [ 4 ]         |
| 1999 | Abril Jovem       | | [ 4 ]         |
| 2000 | Via Lettera       | | [ 5 ]         |
| 2001 | Conrad            | | [ 6 ]         |
| 2002 | Conrad            | | [ 7 ]         |
| 2003 | Nona Arte         | | [ 3 ]         |
| 2003 | Panini            | | [ 3 ]         |
| 2004 | Conrad            | | [ 8 ]         |
| 2005 | Devir             | | [ 9 ]         |
| 2006 | Conrad            | - Companhia das Letras - Devir - Ediouro - Mythos - Opera Graphica - Panini                                                                                              | [ 10 ] [ 11 ] |
| 2007 | Conrad            | - Companhia das Letras - Devir - Mythos - Opera Graphica - Panini - Pixel                                                                                                | [ 12 ] [ 13 ] |
| 2008 | Pixel             | - Conrad - Desiderata - Devir - JBC - Panini - Zarabatana | [ 14 ] [ 15 ] |
| 2009 | Panini            | - Conrad - Desiderata - Devir - JBC - Via Lettera - Zarabatana | [ 16 ] [ 17 ] |
| 2010 | Quadrinhos na Cia | - Conrad - Devir - GAL - JBC - Panini - Zarabatana | [ 18 ] [ 19 ] |
| 2011 | Quadrinhos na Cia | - Conrad - Devir - Gal - Leya/Barba Negra - Panini - Zarabatana | [ 20 ] [ 21 ] |
| 2012 | Leya/Barba Negra  | - Quadrinhos na Cia. - Conrad - Devir - Nemo - Panini - Zarabatana | [ 22 ] [ 23 ] |
| 2013 | Nemo              | - 8inverso - Cia. das Letras - Devir - Gal - Panini - Zarabatana | [ 24 ] [ 25 ] |
| 2014 | Nemo              | - Balão - HQM - JBC - Mythos - Panini - Zarabatana | [ 26 ] [ 27 ] |
| 2015 | JBC               | - HQM - WMF Martins Fontes - Nemo - Panini - Zarabatana | [ 28 ] [ 29 ] |
| 2015 | Veneta            | - HQM - WMF Martins Fontes - Nemo - Panini - Zarabatana | [ 28 ] [ 29 ] |
| 2016 | Mino              | - Balão - Draco - Jambô - JBC - Nemo - Panini - SESI – Quanta Quadrinhos - Veneta - Zarabatana                                                                           | [ 30 ] [ 31 ] |
| 2017 | SESI-SP Editora   | - Avec - Devir - JBC - Mino - Nemo - Veneta - Jambô - Panini - Quadrinhos na Cia                                                                                         | [ 32 ] [ 33 ] |
| 2018 | Pipoca & Nanquim  | - Darkside Books - Draco - Jambo Editora - JBC - Marsupial Editora / Jupati Books - Mino - Nemo - Panini - Quadrinhos na Cia - Sesi-SP Editora - Todavia Livros - Veneta | [ 34 ] [ 35 ] |
| 2019 | Pipoca & Nanquim  | - DarkSide - Devir - Editora Draco - JBC - Mino - Panini - Quadrinhos na Cia - SESI-SP Editora - Todavia - Veneta                                                        | [ 36 ] [ 37 ] |
| 2020 | Pipoca & Nanquim  | - AVEC - Comix Zone - DarkSide - Devir - Draco - JBC - Jupati/Marsupial - Marca de Fantasia - Mino - Nemo - Panini Comics - Todavia - Veneta - Zarabatana                | [ 38 ] [ 39 ] |
| 2021 | Pipoca & Nanquim  | - Comix Zone - Devir - Figura - JBC - Marca de Fantasia - Mino - Panini Comics - Skript - Universo Guará - Veneta                                                        | [ 40 ] [ 41 ] |
| 2022 | Pipoca & Nanquim  | - Comix Zone - Devir - Draco - Mino - Nemo - Skript - Trem Fantasma - Veneta                                                                                             | [ 42 ] [ 43 ] |
| 2022 | Universo Guará    | - Comix Zone - Devir - Draco - Mino - Nemo - Skript - Trem Fantasma - Veneta                                                                                             | [ 42 ] [ 43 ] |
| 2023 | Comix Zone        | - Brasa - Conrad - Draco - JBC - Mino - Pipoca & Nanquim - Skript - Universo Guará - Veneta                                                                              | [ 44 ] [ 45 ] |